# Église Saint-Rémy de Nouvion-et-Catillon
L'église Saint-Rémy est une église située à Nouvion-et-Catillon, en France.

## Description

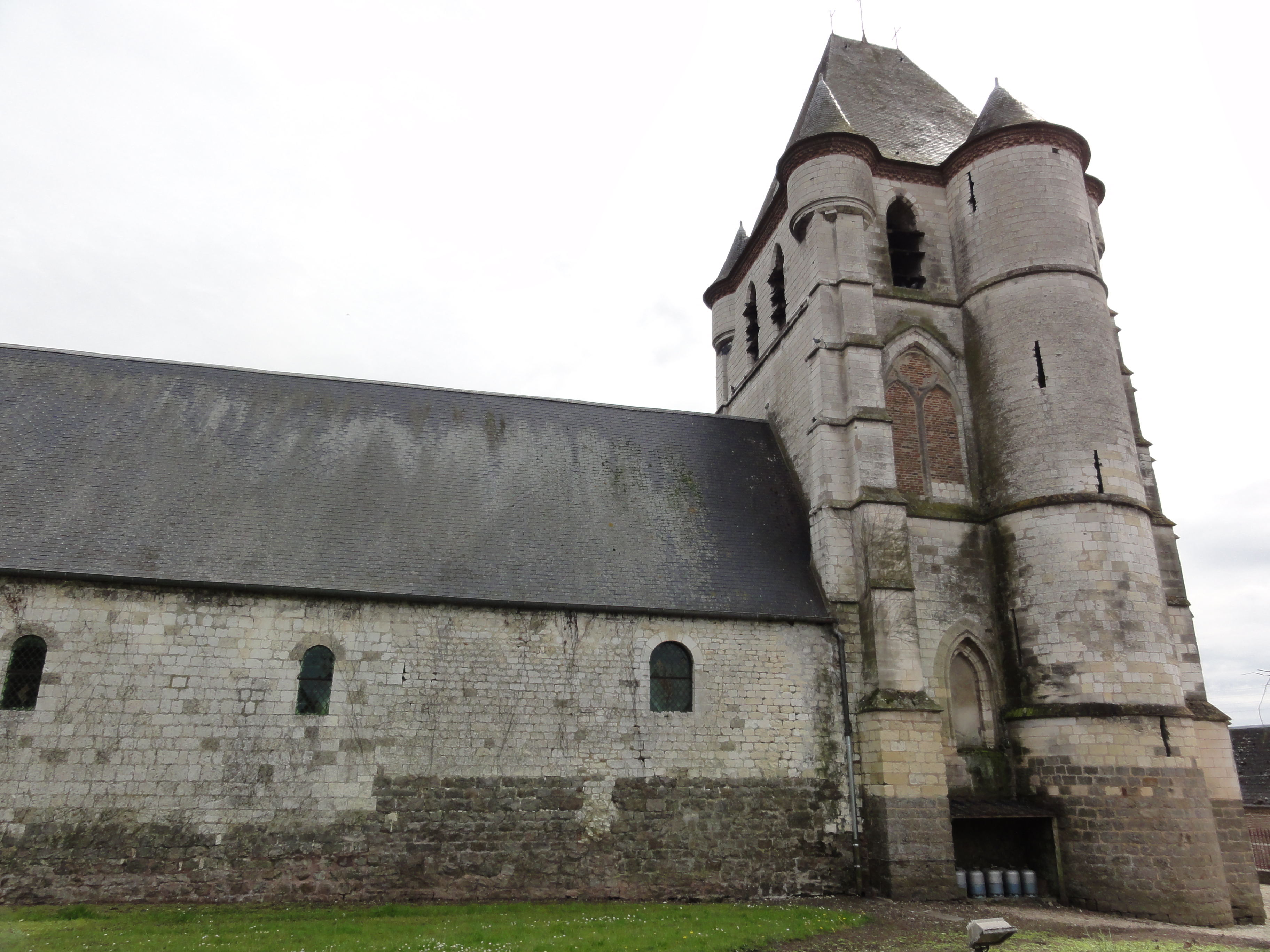
Vue latérale nord.
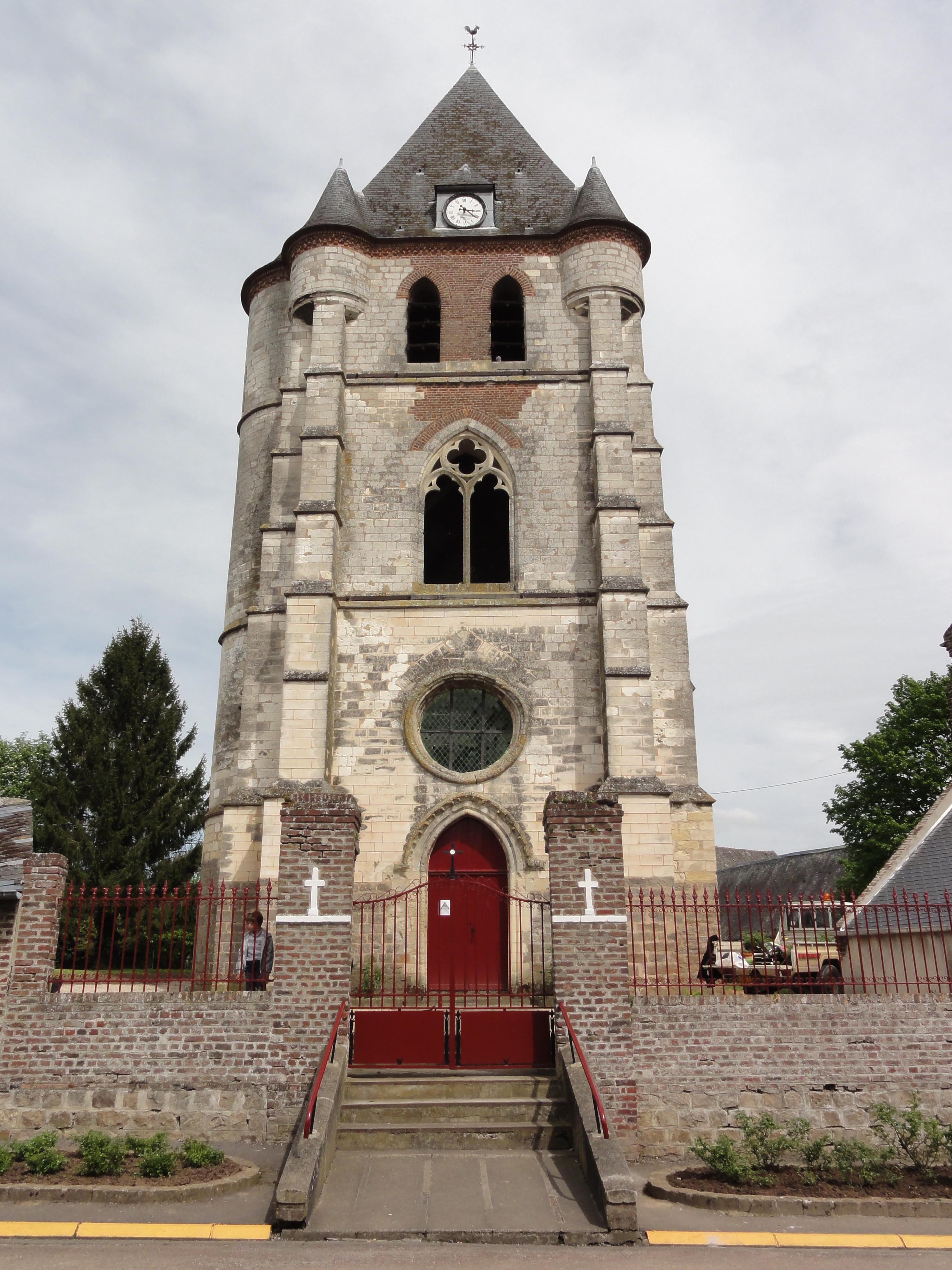
La tour.
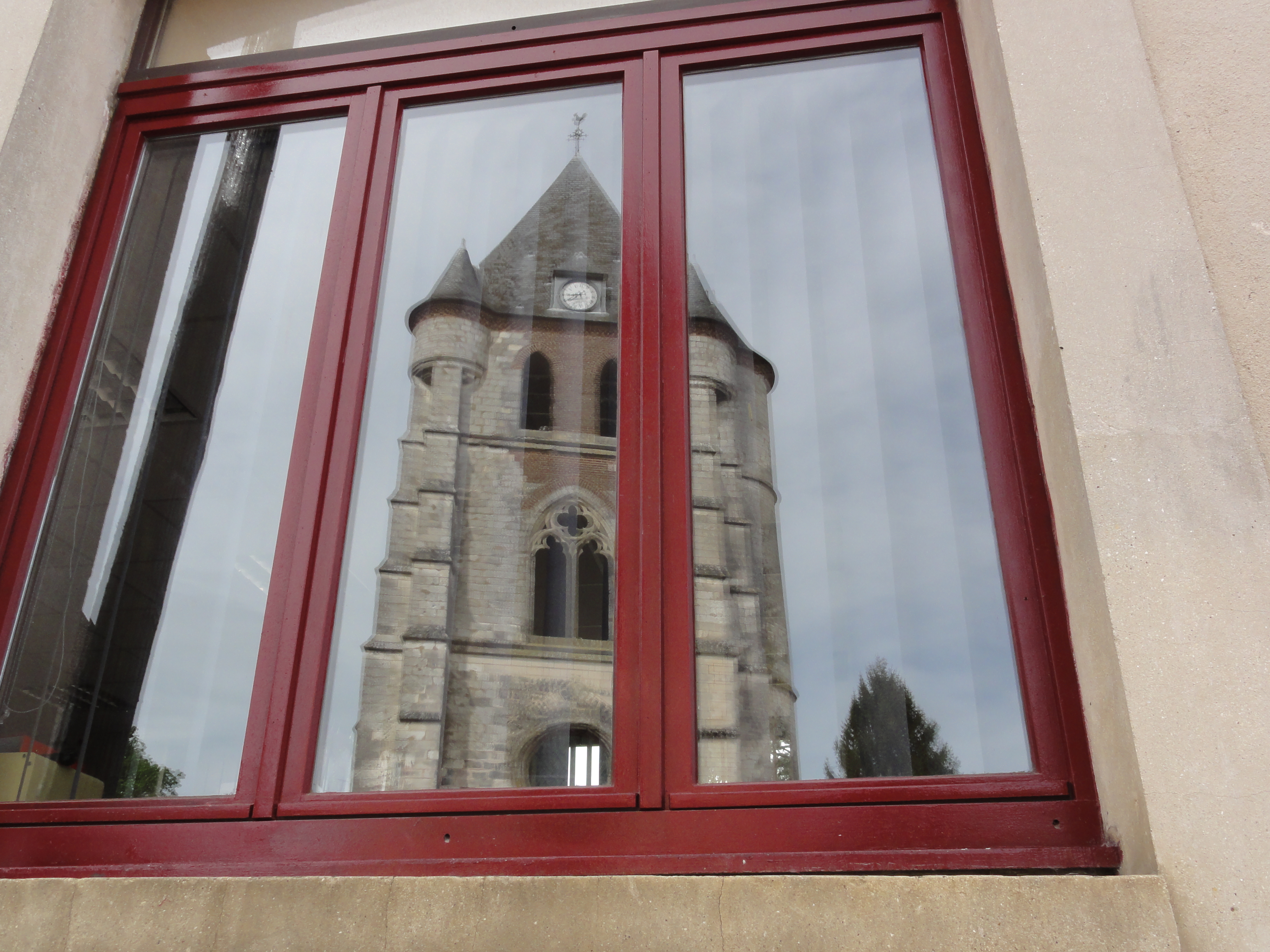
Réflexion.

## Localisation
L'église est située sur la commune de Nouvion-et-Catillon, dans le département de l'Aisne.

## Historique
Le monument est classé au titre des monuments historiques en 1927.